# Lukas Nerurkar
Lukas Nerurkar, né le 14 novembre 2003, est un coureur cycliste britannique.

## Biographie
Lukas Nerurkar est le fils de l'athlète Richard Nerurkar, spécialiste des courses de fond. Il passe son enfance en Éthiopie. 
En 2022, il intègre l'équipe continentale britannique Trinity Racing, qui forme de jeunes coureurs. Bon grimpeur, il se révèle lors de la saison 2023 en terminant sixième et meilleur jeune du Gran Camiño,. Il remporte également une étape de l'Orlen Nations Grand Prix et du Tour d'Italie espoirs.
Après deux bonnes saisons au sein de la formation Trinity Racing, c’est l’Équipe EF Education qui le recrute pour deux ans. Le jeune britannique performe sur plusieurs courses en début de saison sans jamais s’imposer malgré son podium sur la 3e étape du Critérium du Dauphiné et sa 4e place sur l’Eschborn-Francfort.

## Palmarès
- 2021
  - 2e étape du Junior Tour of Yorkshire
  - Circuito Villatuerta
- 2023
  - 2e étape de l'Orlen Nations Grand Prix
  - 5e étape du Tour d'Italie espoirs
- 2024
  - 2e du Tour de Kyushu
  - 4e d'Eschborn–Francfort
- 2025
  - 3e de la Clásica Terres de l'Èbre

### Classements mondiaux
| Année                                 | 2023 | 2024 |
| ------------------------------------- | ---- | ---- |
| Classement mondial                    | 753e | 210e |
|                                       |      |      |
| Légende : nc = non classéSource : UCI |      |      |